# 德川家廣
德川家广（日语：〔〕／ Tokugawa Iehiro，1965年2月7日—），是日本的政治经济评论家、翻译家、作家，现为德川宗家第19代当主
。现任公益财团法人德川纪念财团理事长、长崎大学国际联携研究战略本部客座教授及特定非营利活动法人公共政策调查机构顾问。

## 生平
德川家广于1965年2月7日出生在东京都涩谷区，是德川宗家第18代当主德川恒孝与妻子幸子（伯爵寺岛宗従之长女）的长子。小学一年级至三年级期间曾随父母居住在美国纽约市，回国后就读于学习院初等科、学习院中等科及学习院高等科。在学习院期间，他是文艺部成员。德川家广毕业于学习院大学经济学部，随后前往密歇根大学研究生院获得经济学硕士学位。
他曾在国际开发高等教育机构（FASID）、联合国粮食及农业组织（FAO）罗马总部及越南河内分部工作，之后又在哥伦比亚大学政治学研究生院获得国际关系方向的政治学硕士学位。

## 个人生活
1997年左右，德川家广在FAO越南支部工作期间结识了一名比他小11岁的越南女子，二人很快相恋。2001年，他回到日本，2006年正式与这名女子结婚。尽管当时周围曾有人反对，但德川表示，当家人见到她后，都称赞她是“好女孩”。

## 职业生涯
2010年，德川家广担任美国电影《绿区》（Green Zone）的字幕翻译。2012年10月，他参与成立政策论坛“日本的选择”，并担任主席。
2016年，他策划了在广岛县立美术馆和新潟市美术馆举行的“德川家康逝世400周年纪念展 天下太平 德川名宝展”。在展览首站广岛市，当地的日式点心公司“锦堂”推出了“德川宗家第十九代 德川家广监制”的“葵枫叶”点心。2017年，滨松市的点心公司“春华堂”推出了由他监修的“庆长小判最中”甜点。

## 继任宗家当主
2022年10月4日，滨松市任命德川家广为2023年NHK大河剧《怎么办家康》相关展馆“大河剧馆”的名誉馆长。同年10月25日，德川恒孝因高龄决定于年底退任宗家当主，德川家广于2023年1月1日正式继任第19代德川宗家当主，并于同年1月29日在东京增上寺举行了代替仪式“继宗之仪”。

## 政治活动
2018年10月，德川家广接受北海道议会议员的邀请，开始为2019年北海道知事选举做准备。他于2019年1月将户籍转至札幌市，并在北海道各地展开调查。然而，同年2月20日，他因认为自己准备不足而宣布不参选。
2019年5月28日，德川家广宣布以立宪民主党候选人的身份，参加第25届参议院议员通常选举静冈县选区（改选名额2个）。尽管受到党内高层大力支持，但在7月21日的选举中，他败给了自民党的牧野京夫及国民民主党的榛叶贺津也，未能当选。
选后，立宪民主党考虑让德川参加下一届众议院选举，提议他参选静冈第4区或静冈第5区。德川也倾向于在第5区参选。然而，2019年11月27日，国民民主党静冈县联推选小野范和担任静冈第5区支部长，德川认为这样会影响在野党合作，于是宣布不参选。

## 退出立宪民主党
2020年5月19日，德川家广向立宪民主党静冈县联递交退党申请。据党内人士透露，德川因对参议院选举期间与国民民主党的合并协商心存不满，早在3月便已向党干事长福山哲郎表达退党意向，但因4月举行静冈第4区补选而被延后。最终，静冈县联于6月24日批准了他的退党申请。